# 41. (makedonska) divizija (NOVJ)
41. (makedonska) divizija je bila partizanska divizija, ki je delovala v sklopu NOV in POJ v Jugoslaviji med drugo svetovno vojno.
Ustanovljena je bila 25. avgusta 1944.

## Sestava
- 2. makedonska brigada
- 9. makedonska brigada
- 10. makedonska brigada